# Basketball-Europameisterschaft 2011/Kader
Dies ist eine Übersicht der Mannschaftskader bei der Basketball-Europameisterschaft 2011. Jeder Kader besteht aus je zwölf Spielern. Stichtag für die Angabe der Vereinszugehörigkeit ist der 31. August 2011, der Beginn des Turniers.

## Gruppe A

### Großbritannien
Cheftrainer:  Chris Finch
| #  | Pos     | Name              | Geburtsjahr | Verein                      |
| -- | ------- | ----------------- | ----------- | --------------------------- |
| 4  | Guard   | Ogo Adegboye      | 1987        | St. Bonaventure University  |
| 5  | Guard   | Andrew Lawrence   | 1990        | College of Charleston       |
| 6  | Guard   | Mike Lenzly       | 1981        | ČEZ Basket Nymburk          |
| 7  | Guard   | Devon Van Oostrum | 1993        | Caja Laboral                |
| 8  | Forward | Andrew Sullivan   | 1980        | Mersey Tigers               |
| 9  | Forward | Luol Deng         | 1985        | Chicago Bulls               |
| 10 | Center  | Robert Archibald  | 1980        | Unicaja Málaga              |
| 11 | Center  | Joel Freeland     | 1987        | Unicaja Málaga              |
| 12 | Guard   | Nate Reinking     | 1973        | Mersey Tigers               |
| 13 | Forward | Daniel Clark      | 1988        | Club Baloncesto Estudiantes |
| 14 | Forward | Eric Boateng      | 1985        | Austin Toros                |
| 15 | Guard   | Kyle Johnson      | 1988        | ohne Verein                 |

### Litauen
Cheftrainer:  Kęstutis Kemzūra
| #  | Pos     | Name                  | Geburtsjahr | Verein                 |
| -- | ------- | --------------------- | ----------- | ---------------------- |
| 4  | Guard   | Rimantas Kaukėnas     | 1977        | Montepaschi Siena      |
| 5  | Guard   | Mantas Kalnietis      | 1986        | Žalgiris Kaunas        |
| 6  | Guard   | Tomas Delininkaitis   | 1982        | Žalgiris Kaunas        |
| 7  | Guard   | Martynas Pocius       | 1986        | Real Madrid            |
| 8  | Forward | Paulius Jankūnas      | 1984        | Žalgiris Kaunas        |
| 9  | Forward | Darius Songaila       | 1978        | Galatasaray Istanbul   |
| 10 | Forward | Simas Jasaitis        | 1982        | Türk Telekomspor       |
| 11 | Center  | Jonas Valančiūnas     | 1992        | Lietuvos rytas Vilnius |
| 12 | Forward | Kšyštof Lavrinovič    | 1979        | Montepaschi Siena      |
| 13 | Guard   | Šarūnas Jasikevičius  | 1976        | Fenerbahçe Ülkerspor   |
| 14 | Center  | Marijonas Petravičius | 1979        | Beşiktaş Cola Turka    |
| 15 | Center  | Robertas Javtokas     | 1980        | Žalgiris Kaunas        |

### Polen
Cheftrainer:  Aleš Pipan
| #  | Pos     | Name               | Geburtsjahr | Verein                      |
| -- | ------- | ------------------ | ----------- | --------------------------- |
| 4  | Guard   | Dardan Berisha     | 1988        | Anwil Włocławek             |
| 5  | Center  | Adam Łapeta        | 1987        | Asseco Prokom Gdynia        |
| 6  | Guard   | Robert Skibniewski | 1983        | WKS Śląsk Wrocław           |
| 7  | Forward | Adam Waczyński     | 1989        | Trefl Sopot                 |
| 8  | Guard   | Piotr Pamuła       | 1990        | AZS Politechnika Warszawska |
| 9  | Forward | Paweł Leończyk     | 1986        | Energa Czarni Słupsk        |
| 10 | Center  | Szymon Szewczyk    | 1982        | Sidigas Avellino            |
| 11 | Forward | Thomas Kelati      | 1982        | BK Chimki                   |
| 12 | Forward | Piotr Szczotka     | 1981        | Asseco Prokom Gdynia        |
| 13 | Guard   | Łukasz Wiśniewski  | 1984        | Trefl Sopot                 |
| 14 | Center  | Adam Hrycaniuk     | 1984        | Asseco Prokom Gdynia        |
| 15 | Guard   | Łukasz Koszarek    | 1984        | Trefl Sopot                 |

### Portugal
Cheftrainer:  Mário Palma
| #  | Pos     | Name            | Geburtsjahr | Verein                  |
| -- | ------- | --------------- | ----------- | ----------------------- |
| 4  | Guard   | António Tavares | 1975        | Benfica Lissabon        |
| 5  | Guard   | José Costa      | 1973        | FC Porto                |
| 6  | Guard   | Miguel Minhava  | 1983        | Benfica Lissabon        |
| 7  | Guard   | Fernando Sousa  | 1981        | Académica Coimbra       |
| 8  | Center  | Cláudio Fonseca | 1989        | Vitória Guimarães       |
| 9  | Guard   | Filipe da Silva | 1979        | CAB Madeira             |
| 10 | Forward | Carlos Andrade  | 1978        | FC Porto                |
| 11 | Guard   | José Silva      | 1989        | FC Barreirense          |
| 12 | Center  | Elvis Évora     | 1978        | Benfica Lissabon        |
| 13 | Center  | Marco Gonçalves | 1984        | Casino Figueira Ginasio |
| 14 | Center  | Miguel Miranda  | 1978        | FC Porto                |
| 15 | Forward | João Santos     | 1979        | FC Porto                |

### Spanien
Cheftrainer:  Sergio Scariolo
| #  | Pos     | Name                  | Geburtsjahr | Verein                     |
| -- | ------- | --------------------- | ----------- | -------------------------- |
| 4  | Center  | Pau Gasol             | 1980        | Los Angeles Lakers         |
| 5  | Guard   | Rudy Fernández        | 1985        | Dallas Mavericks           |
| 6  | Guard   | Ricky Rubio           | 1990        | Minnesota Timberwolves     |
| 7  | Guard   | Juan Carlos Navarro   | 1980        | FC Barcelona               |
| 8  | Guard   | José Calderón         | 1981        | Toronto Raptors            |
| 9  | Forward | Felipe Reyes          | 1980        | Real Madrid                |
| 10 | Forward | Víctor Claver         | 1988        | Power Electronics Valencia |
| 11 | Forward | Fernando San Emeterio | 1984        | Caja Laboral               |
| 12 | Guard   | Sergio Llull          | 1987        | Real Madrid                |
| 13 | Center  | Marc Gasol            | 1985        | Memphis Grizzlies          |
| 14 | Forward | Serge Ibaka           | 1989        | Oklahoma City Thunder      |
| 15 | Guard   | Víctor Sada           | 1984        | FC Barcelona               |

### Türkei
Cheftrainer:  Orhun Ene
| #  | Pos     | Name             | Geburtsjahr | Verein               |
| -- | ------- | ---------------- | ----------- | -------------------- |
| 4  | Guard   | Cenk Akyol       | 1987        | Anadolu Efes SK      |
| 5  | Guard   | Sinan Güler      | 1983        | Anadolu Efes SK      |
| 6  | Forward | Emir Preldžić    | 1987        | Fenerbahçe Ülkerspor |
| 7  | Guard   | Ömer Onan        | 1978        | Fenerbahçe Ülkerspor |
| 8  | Forward | Ersan İlyasova   | 1987        | Anadolu Efes SK      |
| 9  | Forward | İzzet Türkyılmaz | 1990        | Banvit B.K.          |
| 10 | Guard   | Kerem Tunçeri    | 1979        | Anadolu Efes SK      |
| 11 | Center  | Oğuz Savaş       | 1987        | Fenerbahçe Ülkerspor |
| 12 | Center  | Ömer Aşık        | 1986        | Chicago Bulls        |
| 13 | Guard   | Ender Arslan     | 1983        | Galatasaray Istanbul |
| 14 | Center  | Enes Kanter      | 1992        | Utah Jazz            |
| 15 | Forward | Hedo Türkoğlu    | 1979        | Orlando Magic        |

## Gruppe B

### Deutschland
Cheftrainer:  Dirk Bauermann
| #  | Pos     | Name               | Geburtsjahr | Verein               |
| -- | ------- | ------------------ | ----------- | -------------------- |
| 4  | Forward | Robin Benzing      | 1989        | FC Bayern München    |
| 5  | Guard   | Johannes Herber    | 1983        | Skyliners Frankfurt  |
| 6  | Guard   | Steffen Hamann     | 1981        | FC Bayern München    |
| 7  | Forward | Sven Schultze      | 1978        | Alba Berlin          |
| 8  | Guard   | Heiko Schaffartzik | 1984        | Alba Berlin          |
| 9  | Center  | Tim Ohlbrecht      | 1988        | ohne Verein          |
| 10 | Forward | Philipp Schwethelm | 1989        | FC Bayern München    |
| 11 | Center  | Tibor Pleiß        | 1989        | Brose Baskets        |
| 12 | Center  | Chris Kaman        | 1982        | Los Angeles Clippers |
| 13 | Guard   | Lucca Staiger      | 1988        | Alba Berlin          |
| 14 | Forward | Dirk Nowitzki      | 1978        | Dallas Mavericks     |
| 15 | Forward | Jan-Hendrik Jagla  | 1981        | FC Bayern München    |

### Frankreich
Cheftrainer:  Vincent Collet
| #  | Pos     | Name              | Geburtsjahr | Verein                     |
| -- | ------- | ----------------- | ----------- | -------------------------- |
| 4  | Center  | Joakim Noah       | 1985        | Chicago Bulls              |
| 5  | Forward | Nicolas Batum     | 1988        | SLUC Nancy Basket          |
| 6  | Center  | Kevin Seraphin    | 1989        | Washington Wizards         |
| 7  | Guard   | Andrew Albicy     | 1990        | BCM Gravelines             |
| 8  | Forward | Charles Kahudi    | 1986        | Le Mans Sarthe Basket      |
| 9  | Guard   | Tony Parker       | 1982        | San Antonio Spurs          |
| 10 | Center  | Ali Traore        | 1985        | Lokomotiv–Kuban Krasnodar  |
| 11 | Forward | Florent Piétrus   | 1981        | Power Electronics Valencia |
| 12 | Guard   | Nando de Colo     | 1987        | Power Electronics Valencia |
| 13 | Forward | Boris Diaw        | 1982        | Charlotte Bobcats          |
| 14 | Guard   | Steed Tchicamboud | 1981        | Élan Sportif Chalonnais    |
| 15 | Forward | Mickaël Gelabale  | 1983        | Spirou BC Charleroi        |

### Israel
Cheftrainer:  Arik Shivek
| #  | Pos     | Name           | Geburtsjahr | Verein                 |
| -- | ------- | -------------- | ----------- | ---------------------- |
| 4  | Guard   | Yogev Ohayon   | 1987        | Maccabi Tel Aviv       |
| 5  | Guard   | Afik Nissim    | 1981        | ČEZ Basketball Nymburk |
| 6  | Guard   | Yuval Naimy    | 1985        | Hapoel Jerusalem       |
| 7  | Forward | David Blu      | 1980        | Maccabi Tel Aviv       |
| 8  | Forward | Guy Pnini      | 1983        | Maccabi Tel Aviv       |
| 9  | Guard   | Gal Mekel      | 1988        | Benetton Treviso       |
| 10 | Forward | Tal Burstein   | 1980        | Maccabi Tel Aviv       |
| 11 | Forward | Lior Eliyahu   | 1985        | Maccabi Tel Aviv       |
| 12 | Guard   | Yotam Halperin | 1984        | Maccabi Tel Aviv       |
| 13 | Forward | Elishay Kadir  | 1987        | Maccabi Haifa          |
| 14 | Center  | Yaniv Green    | 1980        | Banca Tercas Teramo    |
| 15 | Forward | Uri Kokia      | 1981        | Hapoel Jerusalem       |

### Italien
Cheftrainer:  Simone Pianigiani
| #  | Pos     | Name               | Geburtsjahr | Verein                    |
| -- | ------- | ------------------ | ----------- | ------------------------- |
| 4  | Guard   | Antonio Maestranzi | 1984        | ohne Verein               |
| 5  | Guard   | Marco Carraretto   | 1977        | Montepaschi Siena         |
| 6  | Forward | Stefano Mancinelli | 1983        | EA7-Emporio Armani Milano |
| 7  | Center  | Andrea Bargnani    | 1985        | Toronto Raptors           |
| 8  | Forward | Danilo Gallinari   | 1988        | Denver Nuggets            |
| 9  | Guard   | Marco Mordente     | 1979        | ohne Verein               |
| 10 | Guard   | Andrea Cinciarini  | 1986        | Bennet Cantù              |
| 11 | Guard   | Marco Belinelli    | 1986        | New Orleans Hornets       |
| 12 | Center  | Marco Cusin        | 1985        | Scavolini Siviglia Pesaro |
| 13 | Forward | Luigi Datome       | 1987        | Pallacanestro Virtus Roma |
| 14 | Center  | Andrea Renzi       | 1989        | Scaligera Basket Verona   |
| 15 | Guard   | Daniel Hackett     | 1987        | Scavolini Siviglia Pesaro |

### Lettland
Cheftrainer:  Ainars Bagatskis
| #  | Pos     | Name              | Geburtsjahr | Verein                   |
| -- | ------- | ----------------- | ----------- | ------------------------ |
| 4  | Center  | Mārtiņš Meiers    | 1991        | BK Liepājas Lauvas       |
| 5  | Guard   | Dairis Bertāns    | 1989        | BK VEF Rīga              |
| 6  | Forward | Rolands Freimanis | 1988        | CB Girona                |
| 7  | Guard   | Jānis Blūms       | 1982        | Bizkaia Bilbao Basket    |
| 8  | Guard   | Mareks Jurevičus  | 1985        | Ostuni Basket            |
| 9  | Guard   | Edgars Jeromanovs | 1986        | Norrköping Dolphins      |
| 10 | Forward | Rihards Kuksiks   | 1988        | Arizona State University |
| 11 | Forward | Mareks Mejeris    | 1991        | CB Clavijo               |
| 12 | Forward | Dāvis Bertāns     | 1992        | KK Union Olimpija        |
| 13 | Guard   | Jānis Strēlnieks  | 1989        | BK Ventspils             |
| 14 | Forward | Artūrs Bērziņš    | 1988        | BK Ventspils             |
| 15 | Center  | Andrejs Šeļakovs  | 1988        | BK Ventspils             |

### Serbien
Cheftrainer:  Dušan Ivković
| #  | Pos     | Name             | Geburtsjahr | Verein                     |
| -- | ------- | ---------------- | ----------- | -------------------------- |
| 4  | Guard   | Miloš Teodosić   | 1987        | ZSKA Moskau                |
| 5  | Guard   | Milenko Tepić    | 1987        | Panathinaikos Athen        |
| 6  | Guard   | Aleksandar Rašić | 1984        | Lietuvos rytas Vilnius     |
| 7  | Guard   | Ivan Paunić      | 1987        | BK Nischni Nowgorod        |
| 8  | Forward | Nemanja Bjelica  | 1988        | Caja Laboral               |
| 9  | Guard   | Stefan Marković  | 1988        | Power Electronics Valencia |
| 10 | Forward | Duško Savanović  | 1983        | Anadolu Efes SK            |
| 11 | Forward | Marko Kešelj     | 1988        | Olympiakos Piräus          |
| 12 | Center  | Nenad Krstić     | 1983        | ZSKA Moskau                |
| 13 | Center  | Kosta Perović    | 1985        | FC Barcelona               |
| 14 | Center  | Boban Marjanović | 1988        | BK Nischni Nowgorod        |
| 15 | Forward | Milan Mačvan     | 1989        | Maccabi Tel Aviv           |

## Gruppe C

### Bosnien und Herzegowina
Cheftrainer:  Sabit Hadžić
| #  | Pos     | Name              | Geburtsjahr | Verein                    |
| -- | ------- | ----------------- | ----------- | ------------------------- |
| 4  | Guard   | Nemanja Gordić    | 1988        | Pallacanestro Virtus Roma |
| 5  | Guard   | Aleksej Nešović   | 1985        | KK Budućnost Podgorica    |
| 6  | Center  | Ermin Jazvin      | 1980        | Energa Czarni Słupsk      |
| 7  | Guard   | Goran Ikonić      | 1980        | Pınar Karşıyaka           |
| 8  | Forward | Milan Milošević   | 1985        | Keravnos Strovolos        |
| 9  | Forward | Edin Bavčić       | 1984        | Vanoli-Braga Cremona      |
| 10 | Guard   | Saša Vasiljević   | 1979        | BK Chimki                 |
| 11 | Center  | Elmedin Kikanović | 1988        | BK Jenissei Krasnojarsk   |
| 12 | Forward | Mirza Teletović   | 1985        | Caja Laboral              |
| 13 | Guard   | Henry Domercant   | 1980        | UNICS Kasan               |
| 14 | Guard   | Nihad Đedović     | 1990        | Pallacanestro Virtus Roma |
| 15 | Forward | Kenan Bajramović  | 1981        | Banvit B.K.               |

### Finnland
Cheftrainer:  Henrik Dettmann
| #  | Pos     | Name            | Geburtsjahr | Verein                 |
| -- | ------- | --------------- | ----------- | ---------------------- |
| 4  | Guard   | Mikko Koivisto  | 1987        | Torpan Pojat Helsinki  |
| 5  | Center  | Antti Nikkilä   | 1978        | Tampereen Pyrintö      |
| 6  | Forward | Kimmo Muurinen  | 1981        | Skyliners Frankfurt    |
| 7  | Forward | Shawn Huff      | 1984        | Fulgor Libertas Forlì  |
| 8  | Center  | Gerald Lee      | 1987        | Prima Veroli           |
| 9  | Guard   | Sasu Salin      | 1991        | KK Union Olimpija      |
| 10 | Forward | Tuukka Kotti    | 1981        | Andrea Costa Imola     |
| 11 | Guard   | Petteri Koponen | 1988        | Canadian Solar Bologna |
| 12 | Forward | Vesa Mäkäläinen | 1986        | Kauhajoen Karhu        |
| 13 | Center  | Hanno Möttölä   | 1976        | Torpan Pojat Helsinki  |
| 14 | Guard   | Petri Virtanen  | 1980        | Kataja Basket Club     |
| 15 | Guard   | Teemu Rannikko  | 1980        | Cimberio Varese        |

### Griechenland
Cheftrainer:  Ilias Zouros
| #  | Pos     | Name                     | Geburtsjahr | Verein                    |
| -- | ------- | ------------------------ | ----------- | ------------------------- |
| 4  | Guard   | Vasilios Xanthopoulos    | 1984        | Panellinios Athen         |
| 5  | Center  | Ioannis Bourousis        | 1983        | EA7-Emporio Armani Milano |
| 6  | Guard   | Nikolaos Zisis           | 1983        | Montepaschi Siena         |
| 7  | Guard   | Konstantinos Vasiliadis  | 1984        | Bizkaia Bilbao Basket     |
| 8  | Guard   | Nick Calathes            | 1989        | Panathinaikos Athen       |
| 9  | Forward | Antonios Fotsis          | 1981        | EA7-Emporio Armani Milano |
| 10 | Forward | Kostas Papanikolaou      | 1990        | Olympiakos Piräus         |
| 11 | Center  | Dimitrios Mavroeidis     | 1985        | Bizkaia Bilbao Basket     |
| 12 | Forward | Michael Bramos           | 1987        | Gran Canaria 2014         |
| 13 | Center  | Kostas Koufos            | 1989        | Denver Nuggets            |
| 14 | Guard   | Konstantinos Sloukas     | 1990        | Aris Thessaloniki         |
| 15 | Forward | Konstantinos Kaimakoglou | 1983        | Panathinaikos Athen       |

### Kroatien
Cheftrainer:  Josip Vranković
| #  | Pos     | Name             | Geburtsjahr | Verein               |
| -- | ------- | ---------------- | ----------- | -------------------- |
| 4  | Center  | Ante Tomić       | 1987        | Real Madrid          |
| 5  | Center  | Lukša Andrić     | 1985        | Galatasaray Istanbul |
| 6  | Guard   | Marko Popović    | 1982        | UNICS Kasan          |
| 7  | Forward | Bojan Bogdanović | 1989        | Fenerbahçe Ülkerspor |
| 8  | Guard   | Rok Stipčević    | 1986        | Cimberio Varese      |
| 9  | Forward | Marko Tomas      | 1985        | Fenerbahçe Ülkerspor |
| 10 | Guard   | Dontaye Draper   | 1984        | KK Cedevita          |
| 11 | Forward | Damir Markota    | 1985        | KK Union Olimpija    |
| 12 | Forward | Krunoslav Simon  | 1985        | KK Zagreb            |
| 13 | Forward | Damjan Rudež     | 1986        | KK Zagreb            |
| 14 | Forward | Luka Žorić       | 1984        | Unicaja Málaga       |
| 15 | Center  | Stanko Barać     | 1986        | Anadolu Efes SK      |

### EJR Mazedonien
Cheftrainer:  Marin Dokuzovski
| #  | Pos     | Name                | Geburtsjahr | Verein                   |
| -- | ------- | ------------------- | ----------- | ------------------------ |
| 4  | Guard   | Dimitar Mirakovski  | 1981        | KK Rabotnički            |
| 5  | Guard   | Vlado Ilievski      | 1980        | KK Union Olimpija        |
| 6  | Guard   | Darko Sokolov       | 1986        | KK Feni Industries       |
| 7  | Guard   | Bo McCalebb         | 1985        | Montepaschi Siena        |
| 8  | Guard   | Vojdan Stojanovski  | 1987        | Tscherkassky Mawpi       |
| 9  | Guard   | Damjan Stojanovski  | 1987        | Lukoil Akademik          |
| 10 | Guard   | Marko Simonovski    | 1992        | KK Rabotnički            |
| 11 | Forward | Todor Gečevski      | 1977        | PAOK Thessaloniki        |
| 12 | Forward | Pero Antić          | 1982        | Spartak Sankt Petersburg |
| 13 | Forward | Ivica Dimcevski     | 1989        | Torus Skopje             |
| 14 | Forward | Gjorgij Chekovski   | 1979        | MZT Skopje               |
| 15 | Center  | Predrag Samardžiski | 1986        | Lietuvos rytas Vilnius   |

### Montenegro
Cheftrainer:  Dejan Radonjić
| #  | Pos     | Name                | Geburtsjahr | Verein                      |
| -- | ------- | ------------------- | ----------- | --------------------------- |
| 4  | Center  | Nikola Vučević      | 1990        | KK Budućnost Podgorica      |
| 5  | Guard   | Goran Jeretin       | 1979        | Lokomotiv–Kuban Krasnodar   |
| 6  | Guard   | Boris Bakić         | 1986        | KK Roter Stern Belgrad      |
| 7  | Guard   | Vlado Šćepanović    | 1975        | Panellinios Athen           |
| 8  | Forward | Miloš Borisov       | 1985        | Banca Tercas Teramo         |
| 9  | Guard   | Vladimir Mihailović | 1990        | KK Budućnost Podgorica      |
| 10 | Guard   | Omar Cook           | 1982        | EA7-Emporio Armani Milano   |
| 11 | Center  | Slavko Vraneš       | 1983        | UNICS Kasan                 |
| 12 | Forward | Milko Bjelica       | 1984        | Lietuvos rytas Vilnius      |
| 13 | Forward | Vladimir Dragičević | 1986        | BK Spartak Sankt Petersburg |
| 14 | Center  | Nikola Peković      | 1986        | Minnesota Timberwolves      |
| 15 | Forward | Vladimir Dašić      | 1988        | Pallacanestro Virtus Roma   |

## Gruppe D

### Belgien
Cheftrainer:  Eddy Casteels
| #  | Pos     | Name                  | Geburtsjahr | Verein                 |
| -- | ------- | --------------------- | ----------- | ---------------------- |
| 4  | Guard   | Roel Moors            | 1978        | Antwerp Giants         |
| 5  | Guard   | Sam Van Rossom        | 1986        | CAI Zaragoza           |
| 6  | Forward | Christophe Beghin     | 1980        | Spirou BC Charleroi    |
| 7  | Forward | Randy Oveneke         | 1986        | Antwerp Giants         |
| 8  | Guard   | Jorn Steinbach        | 1989        | Generali Okapi Aalstar |
| 9  | Guard   | Jonathan Tabu         | 1985        | Vanoli-Braga Cremona   |
| 10 | Guard   | Dimitri Lauwers       | 1979        | Sidigas Avellino       |
| 11 | Forward | Guy Muya              | 1983        | Belgacom Liège Basket  |
| 12 | Forward | Marcus Faison         | 1978        | Telenet Oostende       |
| 13 | Center  | Maxime de Zeeuw       | 1987        | Optima Gent            |
| 14 | Center  | Tomas van den Spiegel | 1978        | Telenet Oostende       |
| 15 | Center  | Didier Ilunga-Mbenga  | 1980        | New Orleans Hornets    |

### Bulgarien
Cheftrainer:  Rosen Barchovski
| #  | Pos     | Name                | Geburtsjahr | Verein                  |
| -- | ------- | ------------------- | ----------- | ----------------------- |
| 4  | Forward | Dejan Iwanow        | 1986        | Fabi Shoes Montegranaro |
| 5  | Forward | Kalojan Iwanow      | 1986        | Lucentum Alicante       |
| 6  | Guard   | Earl Jerrod Rowland | 1983        | Unicaja Málaga          |
| 7  | Guard   | Schawdar Kostow     | 1988        | EK Kavalas              |
| 8  | Forward | Filip Widenow       | 1980        | Asseco Prokom Gdynia    |
| 9  | Forward | Pawel Marinow       | 1989        | Tundscha Jambol         |
| 10 | Guard   | Boschidar Awramow   | 1990        | Lukoil Akademik         |
| 11 | Guard   | Slatin Georgiew     | 1985        | Lewski Sofia            |
| 12 | Forward | Alexandar Janew     | 1990        | Ewroins Tscherno More   |
| 13 | Guard   | Asen Welikow        | 1986        | Lewski Sofia            |
| 14 | Center  | Tentscho Banew      | 1980        | Lukoil Akademik         |
| 15 | Center  | Nikolaj Warbanow    | 1985        | Tundscha Jambol         |

### Georgien
Cheftrainer:  Igor Kokoškov
| #  | Pos     | Name                     | Geburtsjahr | Verein                 |
| -- | ------- | ------------------------ | ----------- | ---------------------- |
| 4  | Guard   | Giorgi Gamqrelidse       | 1986        | ohne Verein            |
| 5  | Forward | Wladimer Boisa           | 1981        | KK Union Olimpija      |
| 6  | Guard   | Anatoli Boisa            | 1983        | Army Sportclub Tblisi  |
| 7  | Center  | Sasa Patschulia          | 1984        | Atlanta Hawks          |
| 8  | Guard   | Giorgi Zinzadse          | 1986        | Tartu Rock             |
| 9  | Center  | Giorgi Schermadini       | 1989        | KK Union Olimpija      |
| 10 | Guard   | Marquez Haynes           | 1986        | Gran Canaria 2014      |
| 11 | Guard   | Manutschar Markoischwili | 1986        | Bennet Cantù           |
| 12 | Guard   | Lascha Parghalawa        | 1987        | BC Sochumi             |
| 13 | Forward | Wiktor Sanikidse         | 1986        | Canadian Solar Bologna |
| 14 | Forward | Tornike Schengelia       | 1991        | Spirou BC Charleroi    |
| 15 | Center  | Nikolos Zkitischwili     | 1983        | ohne Verein            |

### Russland
Cheftrainer: ,  David Blatt
| #  | Pos     | Name                 | Geburtsjahr | Verein                      |
| -- | ------- | -------------------- | ----------- | --------------------------- |
| 4  | Forward | Andrei Woronzewitsch | 1987        | ZSKA Moskau                 |
| 5  | Center  | Timofei Mosgow       | 1986        | Denver Nuggets              |
| 6  | Guard   | Sergei Bykow         | 1983        | ohne Verein                 |
| 7  | Guard   | Witali Fridson       | 1985        | BK Chimki                   |
| 8  | Guard   | Alexei Schwed        | 1988        | ZSKA Moskau                 |
| 9  | Forward | Nikita Schabalkin    | 1986        | Dynamo Moskau               |
| 10 | Forward | Wiktor Chrjapa       | 1982        | ZSKA Moskau                 |
| 11 | Forward | Semjon Antonow       | 1989        | BK Nischni Nowgorod         |
| 12 | Forward | Sergei Monja         | 1983        | BK Chimki                   |
| 13 | Guard   | Dmitri Chwostow      | 1989        | Dynamo Moskau               |
| 14 | Guard   | Anton Ponkraschow    | 1986        | BK Spartak Sankt Petersburg |
| 15 | Forward | Andrei Kirilenko     | 1981        | Utah Jazz                   |

### Slowenien
Cheftrainer:  Božidar Maljković
| #  | Pos     | Name           | Geburtsjahr | Verein                    |
| -- | ------- | -------------- | ----------- | ------------------------- |
| 4  | Forward | Uroš Slokar    | 1983        | Pallacanestro Virtus Roma |
| 5  | Guard   | Jaka Lakovič   | 1978        | Galatasaray Istanbul      |
| 6  | Guard   | Luka Rupnik    | 1993        | KK Geoplin Slovan         |
| 7  | Guard   | Sašo Ožbolt    | 1988        | KK Zagreb                 |
| 8  | Forward | Matjaž Smodiš  | 1979        | KK Cedevita               |
| 9  | Guard   | Samo Udrih     | 1979        | ohne Verein               |
| 10 | Forward | Edo Murić      | 1991        | KK Krka                   |
| 11 | Guard   | Goran Dragić   | 1986        | Houston Rockets           |
| 12 | Forward | Goran Jagodnik | 1974        | KK Union Olimpija         |
| 13 | Guard   | Zoran Dragić   | 1989        | KK Krka                   |
| 14 | Center  | Mirza Begić    | 1985        | Real Madrid               |
| 15 | Center  | Erazem Lorbek  | 1984        | FC Barcelona              |

### Ukraine
Cheftrainer:  Mike Fratello
| #  | Pos     | Name                 | Geburtsjahr | Verein                     |
| -- | ------- | -------------------- | ----------- | -------------------------- |
| 4  | Forward | Maksym Pustoswonow   | 1987        | BK Donezk                  |
| 5  | Guard   | Denys Lukaschow      | 1989        | BK Budiwelnik Kiew         |
| 6  | Guard   | Steve Burtt junior   | 1984        | BK Dnipro Dnipropetrowsk   |
| 7  | Guard   | Olexandr Lypowyj     | 1991        | SK Asowmasch Mariupol      |
| 8  | Guard   | Olexandr Koltschenko | 1988        | BK Donezk                  |
| 9  | Guard   | Dmytro Sabirtschenko | 1984        | BK Budiwelnik Kiew         |
| 10 | Forward | Oleg Saltowez        | 1977        | BK Donezk                  |
| 11 | Center  | Oleksij Petscherow   | 1985        | SK Asowmasch Mariupol      |
| 12 | Forward | Serhij Lischtschuk   | 1982        | Power Electronics Valencia |
| 13 | Forward | Danylo Koslow        | 1982        | BK Dnipro Dnipropetrowsk   |
| 14 | Center  | Kyrylo Fessenko      | 1986        | Utah Jazz                  |
| 15 | Center  | Wjatscheslaw Krawzow | 1987        | BK Donezk                  |